# Radio Tele International
Radio Tele International, nota semplicemente come RTI, è un'emittente televisiva privata calabrese con sede a Crotone.

## Storia
Radio Tele International S.r.l. venne fondata nel 1975 con il nome di Radio Crotone International 101 di Donato De Pietro e venne fondata insieme ai fratelli Claudio e Fabio Regalino.
Attualmente è tra la reti principali che ricopre l'intero territorio calabrese.

## Bouquet dei canali di RTI
Fino al 2012 l'emittente disponeva di un solo canale, ma dallo stesso anno col passaggio al digitale terrestre è cresciuta e sono nati i seguenti canali:
- RTI, canale presente fin dalla sua nascita ed è visibile al LCN 14. Fin dalla nascita trasmetteva notiziari e programmi di approfondimento di attualità e sportivi e alcune volte anche dei telefilm. Inoltre per un breve periodo tra l’estate 2013 e 2016 ha trasmesso alcune televendite e la telenovela “Happy end” ma successivamente il palinsesto fu composto solamente dai notiziari e dalla programmazione di Life 120 Channel (in diretta per la prima serata e in differita nelle restanti ore della giornata). Dal 2020 in seguito alla chiusura di quest’ultima il palinsesto invece è composto da telegiornali, televendite, cartoni animati, telefilm, telenovelas, il programma Bekèr on tour, film e i vari formati prodotti da RTI stessa. Attualmente l'unico canale di proprietà di RTI. Nel maggio 2024 le trasmissioni sono state temporaneamente sospese per poi ritornare in onda dal 24 dello stesso mese.
- International TV, visibile al LCN 196, il suo nome iniziale era International TV, poi è stato mutato in RTI Crotone, successivamente in RTI Calabria, successivamente  nuovamente in RTI Crotone e infine nuovamente in International TV. Trasmetteva notizie relative alla città di Crotone, ma nel 2022 il canale è stato chiuso.
- RTI 4, visibile al LCN 609. Inizialmente trasmetteva programmi religiosi ma nel 2022 il canale è stato chiuso.
- Tele Crotone, visibile al LCN 651. Inizialmente trasmetteva vecchie immagini della città di Crotone poi la versione TV dell’emittente radiofonica crotonese “Radio Movida” e nel 2022 il canale è stato chiuso.
- RTI News, visibile al LCN 652. Trasmetteva solamente notizie,  ma nel 2022 il canale è stato chiuso.
- RTI Sport, visibile al LCN 653. Trasmetteva solamente notizie sportive,  ma nel 2022 il canale è stato chiuso.
- Mosaico RTI, una schermata suddivisa in 6 finestre che trasmette tutta la programmazione dei canali ed è visibile al LCN 830, anche questo canale ad oggi è chiuso.